# Trichophora albocalyptrata
Trichophora albocalyptrata är en tvåvingeart som beskrevs av Jacques-Marie-Frangile Bigot 1888. Trichophora albocalyptrata ingår i släktet Trichophora och familjen parasitflugor.
Artens utbredningsområde är Peru. Inga underarter finns listade i Catalogue of Life.